# Parafia Matki Boskiej Anielskiej w Rzadkowie
Parafia Matki Boskiej Anielskiej w Rzadkowie – parafia rzymskokatolicka w dekanacie Wysoka w diecezji bydgoskiej. Erygowana 13 listopada 1936.
Na obszarze parafii leżą miejscowości: Byszewice, Prawomyśl, Równopole i Rzadkowo.